# Mapa Skálholt

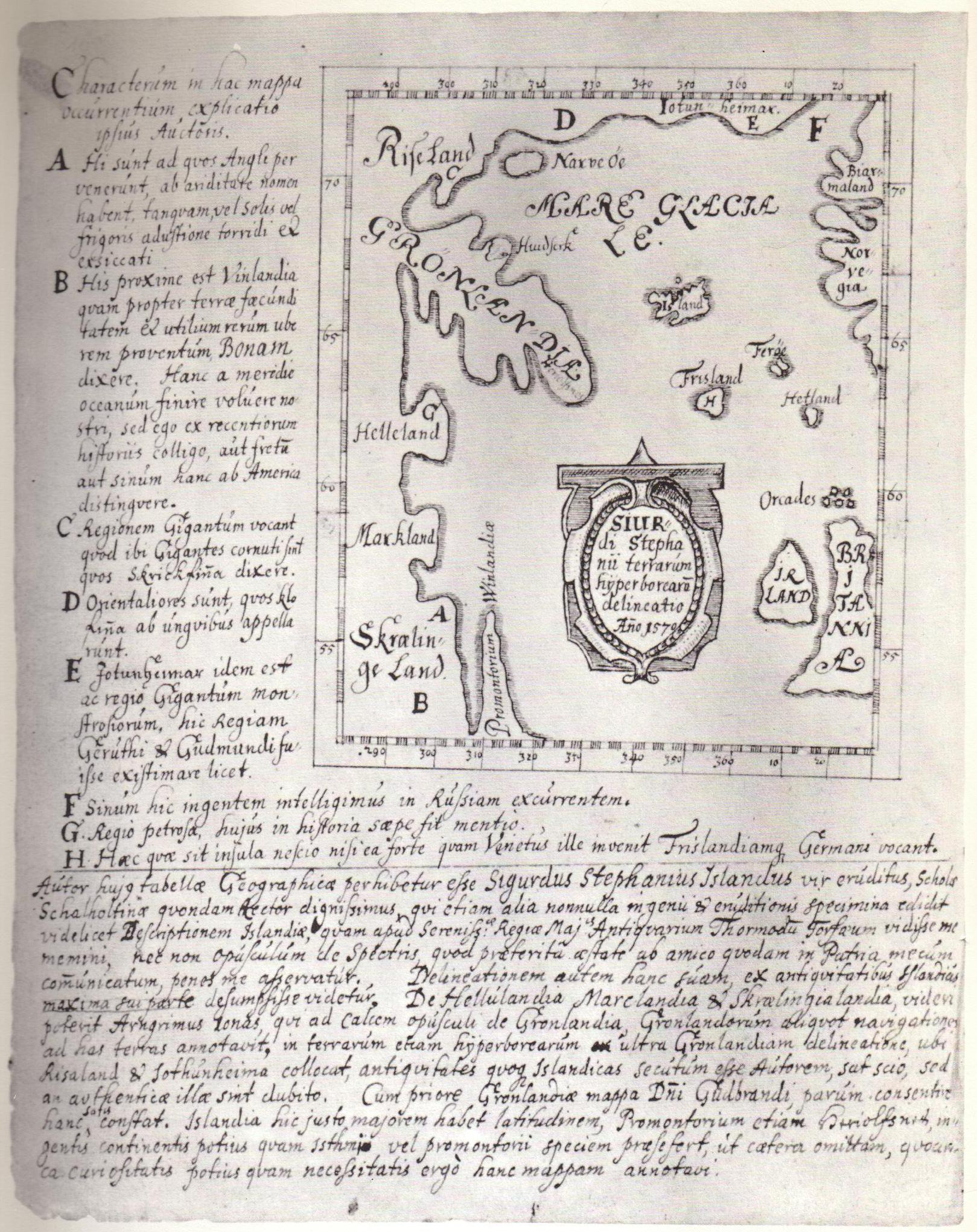
El mapa Skálholt.

El mapa Skálholt es un mapa elaborado por el islandés Siggurdar Stefánsson datado hacia el año 1590. Se publicó en 1608 y fue copiado de un original desaparecido de 1570, confeccionado por Þórður Þorláksson, quien fue obispo en Islandia. Actualmente se conserva en la Biblioteca Real de Copenhague.
Es el mapa más antiguo que nos ha llegado sobre los descubrimientos de los noruegos en el Atlántico Norte, ya que el mapa de Vinlandia, que supuestamente data de mediados del siglo XIV, es considerado generalmente como una falsificación. El mapa postula la existencia de un gran continente en el norte, en el que se muestra Groenlandia, y más al sur, Helluland, Markland y finalmente Vinlandia, el Promontorium Winlandiæ, como una aguda península que corre de sur a norte y que aparentemente se correspondería con el norte de la isla de Terranova.